# 和歌山県道23号御坊湯浅線
和歌山県道23号御坊湯浅線（わかやまけんどう23ごう ごぼうゆあさせん）は、和歌山県御坊市から有田郡湯浅町に至る県道（主要地方道）である。

## 概要
起点は御坊市となっているが、御坊市内には和歌山県道23号の標識は見当たらない。日高町大字萩原でも和歌山県道176号井関御坊線と重複しているが、標識は和歌山県道176号の物しかない。和歌山県道176号と重複する区間から切貫峠を越える道は国道42号の明治期の旧々道に相当する。旧道には煉瓦のトンネル口をもつトンネルがある。ほとんどがカーブと狭い道の続く道路となっている。由良町阿戸付近からは2車線道となり、町街地の間を通って入路の交差点で再び国道42号と接続している。
その後、同町門前で国道42号から分かれ、同町衣奈方面へのトンネルを抜け交差点を右折すると、海岸付近までバイパスが整備されており、旧道と合流してからも2車線で海岸沿いを広川町まで進むことができる。一方旧道は、トンネル付近の交差点を直進し、衣奈まで県道24号御坊由良線と重複した後、海岸付近でバイパスと合流するまで狭路となっている。
広川町や湯浅町の町街地は民家が連担しており、広川町の町街地では1.8車線程度、湯浅町では1.5車線未満の道幅となっている。なお湯浅町では、自動二輪以下しか通行できない時間帯の区間があるため、注意が必要である。湯浅簡易裁判所前交差点から国道42号との終点付近にかけては、2車線道になっている。

### 路線データ
- 陸上距離：23.8 km（平成18年4月1日現在）[1]
- 起点：御坊市
- 終点：有田郡湯浅町（湯浅交差点＝国道42号）

## 歴史
- 1954年（昭和29年）1月20日 - 建設省（現・国土交通省）が主要地方道御坊由良湯浅線を指定。
  - 1952年に新道路法が施行され、その翌年に制定された二級国道170号（1959年から一級国道42号）が由良町を通らないルートで制定されたことから、それに伴うバーターとして第1次主要地方道路線に認定された。
  - 長らく和歌山県道13号御坊由良湯浅線であった。
- 1993年（平成5年）5月11日 - 建設省から、県道御坊由良湯浅線が御坊湯浅線として主要地方道に指定される[2]。
- 1994年（平成6年）4月1日 - 和歌山県が御坊由良湯浅線を御坊湯浅線へ改称。
- 2012年（平成24年）2月10日 - 和歌山県告示第104号により、由良町衣奈～同町三尾川へ向かう3,679mの県道認定が解除、2,806mが県道認定される。（新たに認定された県道は両側2車線が確保されている。）[3]
- 2016年（平成28年）2月7日 - 衣奈トンネルが開通。[4]

## 路線状況

### 重複区間
- 国道42号（起点 - 日高郡日高町萩原）
- 和歌山県道176号井関御坊線（日高郡日高町萩原 地内）
- 和歌山県道24号御坊由良線（日高郡由良町大字阿戸 - 日高郡由良町大字網代）
- 国道42号（日高郡由良町里 - 日高郡由良町門前）
- 和歌山県道178号湯浅広港線（有田郡広川町広 地内）
- 和歌山県道175号湯浅広港湯浅停車場線（有田郡湯浅町大字湯浅 地内）

### トンネル
- 由良洞隧道（日高町・由良町）- 138m
- 衣奈トンネル（由良町）- 484m

## 地理

### 通過する自治体
- 御坊市
- 日高郡
  - 日高町
  - 由良町
- 有田郡
  - 広川町
  - 湯浅町

### 交差する道路
- 国道42号（起点）
- 国道42号（日高郡日高町萩原）

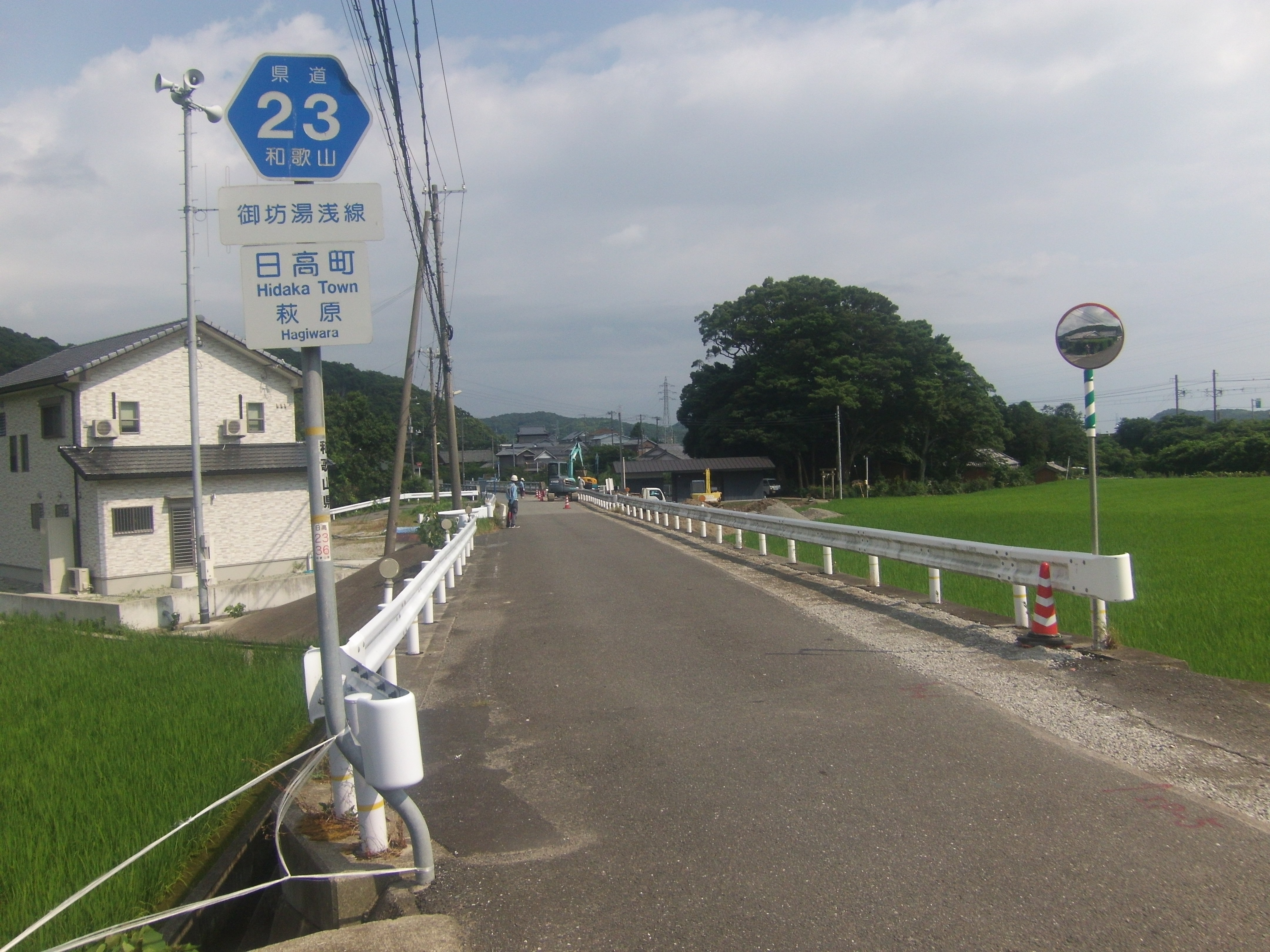
和歌山県道23号御坊湯浅線
（日高町にて）

- 和歌山県道176号井関御坊線（日高郡日高町萩原）
- 和歌山県道24号御坊由良線（日高郡由良町大字阿戸・海上自衛隊前交差点）
- 和歌山県道24号御坊由良線（日高郡由良町大字網代・由良港橋南詰交差点）
- 国道42号（日高郡由良町里・入路交差点）
- 国道42号（日高郡由良町門前・門前交差点）
- 和歌山県道24号御坊由良線（日高郡由良町大字衣奈）
- 和歌山県道178号湯浅広港線（有田郡広川町広・昭和交差点）
- 和歌山県道175号湯浅広港湯浅停車場線（有田郡湯浅町湯浅）
- 和歌山県道175号湯浅広港湯浅停車場線（有田郡湯浅町湯浅）
- 和歌山県道20号有田湯浅線（有田郡湯浅町湯浅）
- 国道42号（終点・湯浅交差点）